# Каппадокия (римская провинция)
Каппадо́кия (лат. Cappadocia) — провинция Римской империи, образованная в 17 году на территории одноимённой исторической области и реорганизованная в Галатию в 74 году.
| Год     | Название                       |
| ------- | ------------------------------ |
| 17 год  | Прокураторская провинция       |
| 74 год  | Объединена с Галатией и Понтом |
| 114 год | В составе провинции Армения    |

С 17 года Каппадокия стала римской провинцией под управлением прокуратора, не имеющего своих войск. Она обладала привлекательными для римлян природными ресурсами, но была достаточно отсталой, на её территории было только два города — Тианитис (город Туана) и Киликия (город Мазака).
Пограничная Каппадокия постоянно подвергалась атакам соседей. Так, при Тиберии сюда с набегами вторгался армянский царь Артабан III; годами тянулась война с парфянами, которую при Нероне вёл Корбулон: в 58 году он захватил Артаксат, а в 59 году — Тигранакерт. Весной 62 года парфяне попытались взять реванш и отбить Тигранакерт, и в отсутствие подкрепления Корбулону пришлось заключить с Вологезом I перемирие. Затем Корбулон снова возглавил контрнаступление, которое закончилось Рандейским договором (63 год). Корбулон получил от Рима множество наград, но, как считается, стал неугоден императору из-за своей растущей популярности полководца, и Нерон приказал ему совершить самоубийство.
Лишь при Веспасиане во главе провинции встал наместник в ранге легата-пропретора (консуляра вместо всадника), который, в отличие от прокуратора, не имевшего войск, командовал размещёнными здесь военными силами. Неудачи во время нероновых войн показали, что Каппадокия — уязвимое место, где необходимо постоянно содержать сильное войско. Римляне осознавали важное стратегическое значение этой территории, поэтому во времена Траяна были построены военные дороги и приняты необходимые меры безопасности для защиты здешних городов.
В 74 году Галатия, Понт и Каппадокия были объединены в одну провинцию, названную Галатией и охранявшуюся двумя легионами. Таким образом, эта провинция, а также Сирия и Палестина стали передовыми рубежами защиты от парфян.
В конце 330-х годов из восточной части региона были образованы две провинции: Армения Первая и Армения Вторая. В 371 году император Валент разделил оставшуюся территорию на провинции Каппадокия Первая (под начальством консуляра) и Каппадокия Вторая (под начальством презида).